# West Side Story (pel·lícula de 1961)
|  | Aquest article tracta sobre la pel·lícula de 1961. Vegeu-ne altres significats a «West Side Story». |

West Side Story (títol original en anglès: West Side Story) és una pel·lícula musical de Jerome Robbins i Robert Wise, estrenada el 1961. Aquesta pel·lícula ha estat doblada al català.
El musical va ser innovador: pels balls, que formen part de l'acció dramàtica; per la música molt variada de Leonard Bernstein (ritmes llatins, jazz, cançons d'amor de gran bellesa melòdica...) i per la temàtica. Una de les cançons més famoses d'aquesta obra és Amèrica, on es contraposen les dues visions dels emigrants en arribar als Estats Units: la il·lusió per la llibertat, la modernitat i el consumisme, i d'altra banda el desengany davant de la marginació racial i la pobresa. La posada en escena de la cançó Amèrica se situa en un terrat on els sharks xerren sobre la seva vida als Estats Units.

## Argument
L'argument està basat en la història de Romeu i Julieta, de William Shakespeare, però adaptada als temps moderns: dues bandes de joves, els sharks, immigrants porto-riquenys, i els jets, nord-americans d'origen anglosaxó, estan enfrontades. El conflicte sorgeix quan María, porto-riquenya, i Tony, nord-americà, s'enamoren.

## Repartiment
- Natalie Wood: Maria
- Richard Beymer: Tony
- Russ Tamblyn: Riff
- Rita Moreno: Anita
- George Chakiris: Bernardo
- Suzie Kaye: Rosalia
- Simon Oakland: Tinent Schrank
- Ned Glass: Doc
- William Bramley: Oficial Krupke
- Tucker Smith: Ice
- Tony Mordente: Action
- José De Vega: Chino
- Yvonne Wilder: Consuelo
- Joanne Miya: Francisca

## Sobre la pel·lícula
- La pel·lícula és l'adaptació cinematogràfica del musical West Side Story, que es va representar per primera vegada el 26 de setembre de 1957 a Broadway, on va obtenir un gran èxit.
- La història de West Side Story  és l'adaptació moderna de l'obra Romeu i Julieta de William Shakespeare. El final de la pel·lícula és diferent del de l'obra, i tot i que els productors de la comèdia musical havien demanat un final més feliç, no es canviarà a la pel·lícula.
- A diferència dels seus companys de repartiment, Natalie Wood ja era famosa quan va rodar West Side Story. Tanmateix, va ser el seu èxit més gran.
- George Chakiris coneixia ja l'univers de West Side Story  abans de participar en la pel·lícula. En efecte, havia tingut el paper de Riff en l'espectacle muntat a Londres.
- Tots els actors van ser doblats en les escenes de cant.
- Natalie Wood va ser doblada per Marni Nixon, que va posar igualment la seva veu a Audrey Hepburn a My Fair Lady i Deborah Kerr en El Rei i Jo.
- Una de les particularitats de la pel·lícula és que la primera part és totalment muda, amb només música i ball.
- Les imatges aèries de la ciutat de Nova York que acompanyen els títols de crèdit van ser una novetat. En efecte, en cap pel·lícula anterior no hi apareixien imatges sobrevolant la ciutat d'aquesta manera.

## Premis i nominacions

### Premis[3]
- Oscar a la millor pel·lícula
- Oscar al millor actor secundari per a George Chakiris
- Oscar a la millor actriu secundària per a Rita Moreno
- Oscar a la millor direcció artística per a Victor A. Gangelin i Boris Leven
- Oscar a la millor fotografia per a Daniel L. Fapp
- Oscar al millor vestuari per a Irene Sharaff
- Oscar al millor director per a Jerome Robbins i Robert Wise
- Oscar al millor muntatge per a Thomas Stanford
- Oscar a la millor música original per a Saul Chaplin, Johnny Green, Irwin Kostal i Sid Ramin
- Oscar al millor so per a Fred Hynes (Todd-AO SSD) i Gordon Sawyer (Samuel Goldwyn SSD)

### Nominacions[3]
- Oscar al millor guió adaptat per a Ernest Lehman